# 1619

## Esdeveniments
- Se celebra el primer dia d'acció de gràcies a Nova Anglaterra, als futurs Estats Units d'Amèrica
- Comença el tràfic massiu d'esclaus negres entre Amèrica i Àfrica
- Expansió d'Holanda pel sud-est asiàtic
- Epidèmia de pesta a Espanya
- El papa separa els ordes dels caputxins dels franciscans
- Johannes Kepler publica un tractat d'astronomia parlant per primer cop del vent solar
- Lope de Vega publica Fuenteovejuna

## Naixements
- 6 de març, París (França): Cyrano de Bergerac, escriptor francès (m. 1655).[1]
- 6 d'agost, Venècia (República de Venècia): Barbara Strozzi, cantant i compositora italiana (m. 1677).[2]
- 29 d'agost, Reims, França: Jean-Baptiste Colbert, economista i polític francès (m. 1683).[3]

## Necrològiques
- 2 de març - (Palau de Hampton Court, Londres, Anglaterra): Anna de Dinamarca, princesa danesa de la Casa d'Oldenburg i reina consort d'Anglaterra i d'Escòcia. (n. 1574)
- 21 de maig - Pàdua: Hieronymus Fabricius: pioner en l'anatomia i la cirurgia, considerat "pare de l'embriologia" (n. 1533).[4]